# Ceylalictus dapitanellus
Ceylalictus dapitanellus là một loài Hymenoptera trong họ Halictidae. Loài này được Cockerell mô tả khoa học năm 1915.